# Erica Yohn
Erica Yohn (The Bronx - New York, 1 oktober 1928 - Los Angeles, 27 januari 2019) was een Amerikaanse actrice.

## Carrière
Yohn begon in 1974 met acteren in de film The Godfather: Part II. Hierna heeft ze nog meerdere rollen gespeeld in televisieseries en films, meestal kleinere rollen, zoals Kojak (1974-1978), Secrets of Midland Heights (1980-1981), The Famaus Teddy Z (1989-1990), Beverly Hills, 90210 (1991-1997), Picket Fences en State of Grace (2002).
In de film Een avontuur met een staartje was zij de stem van Mama Mousekewitz.
Yohn heeft ook in het theater gespeeld, in 1998 stond ze in het Marilyn Monroe Theater (Los Angeles) met de rol van Haddie Stern in het stuk Unexpected Tenderness.

## Filmografie

### Films
Uitgezonderd korte films.
- 1998 An American Tail: The Treasure of Manhattan Island – als mama (stem)
- 1998 Legalese – als mrs. Luckman
- 1998 Rough Draft – als mrs. Morris
- 1994 Corrina, Corrina – als oma Eva
- 1993 Jack the Bear – als schoonmoeder
- 1991 An American Tail: Fievel Goes West – als mama (stem)
- 1991 The Washing Machine Man – als Ethel
- 1987 Amazon Women on the Moon – als Selma
- 1986 An American Tail – als mama Mousekewitz (stem)
- 1985 Toughlove – als leidster
- 1985 Pee-Wee's Big Adventure – als Ruby
- 1984 A Streetcar Named Desire – als Eunice
- 1984 Roadhouse 66 – als Thelma
- 1983 Star 80 – als interviewster
- 1982 Divorce Wars: A Love Story – als Martha Lazar
- 1981 S.O.B. – als Agnes
- 1980 Marriage Is Alive and Well – als mrs. O’Connel
- 1979 The Thirteenth Day: The Story of Esther – als Sura
- 1979 Son-Rise: A Miracle of Love – als dr. Fields
- 1979 The Triangle Factory Fire Scandal – als mrs. Levin
- 1979 ...And Your Name Is Jonah – als moeder
- 1978 Secrets of Three Hungry Wives – als Myrtle Hollander
- 1978 Daddy, I Don't Like It Like This – als Margaret
- 1977 Good Against Evil – als Agnes
- 1976 Victory at Entebbe – als Belgische vrouw
- 1975 Crime Club – als moeder van Pam
- 1975 Song of the Succubus – als Marybelle Rogers
- 1975 The Dream Makers – als Helen
- 1974 The Godfather: Part II – als gouvernante

### Televisieseries
Uitgezonderd eenmalige gastrollen.
- 2002 State of Grace – als oma Ida – 9 afl.
- 1991 – 1997 Beverly Hills, 90210 – als Adele Silver – 4 afl.
- 1995 – 1996 Picket Fences – als Myriam Wambaugh – 5 afl.
- 1993 Jack's Place – als Salina – 2 afl.
- 1989 – 1990 The Famous Teddy Z – als Deena Zakalokis – 20 afl.
- 1988 The Days and Nights of Molly Dodd – als mrs. Luchesse – 2 afl.
- 1985 The Atlanta Child Murders – als Ruth – 2 afl.
- 1980 – 1981 Secrets of Midland Heights – als Serena Costin – 9 afl.
- 1977 The Godfather: A Novel for Television – als gouvernante – miniserie

- Bibliothèque nationale de France: cb142407464 (data)
- Gemeinsame Normdatei: 1176582968
- International Standard Name Identifier: 0000 0000 3766 9032
- Library of Congress Control Number: n88100595
- Virtual International Authority File: 18770705
- WorldCat: E39PBJhGYRyHCwyJDhGMQtWYyd